# Neanastatus darci
Neanastatus darci is een vliesvleugelig insect uit de familie Eupelmidae. De wetenschappelijke naam is voor het eerst geldig gepubliceerd in 1933 door Girault.